# Korku
Le korku (également appelé kurku, muwasi, ou muasi
) est une langue autroasiatique parlée en Inde, dans le Madhya Pradesh et le Maharasthra. Elle compte 727 milliers de locuteurs en 2011 et s'écrit avec le devanagari.

## Classification
Le korku appartient à la branche munda des langues autroasiatiques. Il est souvent reconnu comme faisant partie des langues munda septentrionales,.